# حارة الحضيرة (صنعاء)
حارة الحضيرة هي إحدى حارات حي دار الحيد بمديرية ضواحي الأمانة سنحان وبني بهلول إحد مديريات العاصمة اليمنية صنعاء، بلغ تعداد سكانها 262 نسمة حسب تعداد اليمن لعام 2004.